# Juliana Paula dos Santos
Juliana Paula Gomes dos Santos (nghệ danh de Azevedo; sinh ngày 12 tháng 7 năm 1983) là một vận động viên điền kinh đường dài người Brasil. Thành tích lớn nhất của cô là huy chương vàng trong 1500 mét tại Thế vận hội Pan American 2007 được tổ chức tại Rio de Janeiro. Cô là người đã đạt được huy chương vàng ba lần tại giải vô địch Nam Mỹ bộ môn điền kinh, là nhà vô địch 1500 m trong năm 2003 và 2006, cũng như một nhà vô địch tiếp sức 4 × 400 mét.
Santos hai lần giành vô địch trong hạng mục hơn 800 mét ở cấp độ thanh thiếu niên Nam Mỹ trước khi lấy huy chương đồng tại Giải vô địch thế giới Điền kinh thanh thiếu niên 2002. Là một vận động viên cao cấp, cô đã giành được chín giải thưởng tại Brasil, bao gồm sáu giải thưởng liên tiếp trong 1500 m từ năm 2003 đến 2008. Cô giữ thành tích cá nhân tốt nhất của mình với 2: 01,25 phút cho 800 m và 4: 07,30 phút cho 1500 m.
Cô kết hôn với Marílson Gomes dos Santos, một vận động viên người Brasil khác và là người gốc Nam Mỹ đầu tiên chiến thắng tại Marathon thành phố New York.

## Thành tích cá nhân tốt nhất
- 800 mét – 2:01.25 phút (2005)
- 1500 mét– 4:07.30 phút (2010) NR
- 3000 mét – 9:19.80 phút (2014)
- 5000 mét – 16:56.73 phút (2013)

## Giải thưởng quốc gia
Giải vô địch Điền kinh Brasilː
- 800 métː 2006, 2012
- 1500 métː 2003, 2004, 2005, 2006, 2007, 2008, 2012